# Izworowo (obwód Płowdiw)
Izworowo (bułg. Изворово) – była wieś w Bułgarii, w obwodzie Płowdiw, w gminie Asenowgrad. Wieś usunięto w 2012 roku i przyłączono ją do sąsiedniej miejscowości – Bor. Powodem było to, że wieś nie posiada własnej ziemi, która zgodnie z ustawą o ustroju administracyjno-terytorialnym jest obowiązkowa dla każdej osady.